# Remora osteochir
Remora osteochir is een  straalvinnige vissensoort uit de familie van remoras of zuigbaarzen (Echeneidae). De wetenschappelijke naam van de soort is voor het eerst geldig gepubliceerd in 1829 door Cuvier.